# Čanovice
Čanovice (Duits: Tschanowitz of Tschanowitz in Böhmen) is een Tsjechische plaats in de gemeente Malíkovice in de regio Midden-Bohemen en maakt deel uit van het district Kladno.
Čanovice telt 24 inwoners (2021).

## Geschiedenis
De eerste schriftelijke vermelding van het dorp dateert van 1361.
Sinds 1960 is Čanovice onderdeel van de gemeente Malíkovice.

## Geboren in
- Prof. JUDr. Ing. Karel Žlábek (1900-1984), jurist en universiteitsprofessor[3]